# Can't Stop the Music
Can't Stop the Music é um filme de comédia musical de 1980 dirigido por Nancy Walker. É uma pseudo-biografia do grupo disco do Village People, tendo apenas uma vaga semelhança com a história real da formação do grupo. Foi produzido pela Thorn EMI Screen Entertainment, atual EMI Films, e distribuído pela distribuidora independente Associated Film Distribution (AFD).
Can't Stop the Music é famoso por ser o primeiro vencedor do Framboesa de Ouro de pior filme e ter inspirado a criação de tal prêmio, após o publicitário  John J. B. Wilson ter visto uma sessão dupla contendo este filme e Xanadu.

## Elenco
- Steve Guttenberg como Jack Morell
- Valerie Perrine como Samantha "Sam" Simpson
- Bruce Jenner como Ron White
- Paul Sand como Steve Waits
- Tammy Grimes como Sydney Channing
- Village People:
  - Alex Briley como Alex
  - David Hodo como David
  - Glenn M. Hughes como Glenn
  - Randy Jones como Randy
  - Felipe Rose como Felipe
  - Ray Simpson como Ray
- June Havoc como Helen Morell
- Barbara Rush como Norma White
- Altovise Davis como Alicia Edwards
- Marilyn Sokol como Lulu Brecht